# Saxifraga tenella
Saxifraga tenella là một loài thực vật có hoa trong họ Saxifragaceae. Loài này được Wulfen miêu tả khoa học đầu tiên năm 1789.